# Satz von Banach-Alaoglu
Der Satz von Banach-Alaoglu (auch Satz von Alaoglu oder Satz von Alaoglu-Bourbaki bzw. in einer allgemeineren Version Satz von Banach-Alaoglu-Bourbaki) ist ein Kompaktheitssatz und wird im Allgemeinen dem Gebiet der Funktionalanalysis zugeordnet, obwohl er eine rein topologische Aussage enthält und im Wesentlichen aus dem Satz von Tychonoff folgt.
Er ist nach Stefan Banach und Leonidas Alaoglu benannt.

## Der Satz
Es sei {\displaystyle E} ein normierter Raum und {\displaystyle E^{\prime }} dessen topologischer Dualraum. Dann ist die Menge
{\displaystyle M:=\{\varphi \in E^{\prime }\,|\,\|\varphi \|_{E^{\prime }}\leq 1\}}
kompakt bezüglich der schwach-*-Topologie in {\displaystyle E^{\prime }}.

## Diskussion
Die Bedeutung dieser Aussage ergibt sich vor allem aus dem Vergleich mit dem Lemma von Riesz, wonach die normabgeschlossene Einheitskugel eines normierten Raumes genau dann kompakt bezüglich der Normtopologie ist, wenn der Raum endliche Dimension hat.
Der topologische Dualraum {\displaystyle E^{\prime }}, also der Raum aller stetigen linearen Funktionale auf einem normierten Raum {\displaystyle E}, ist selbst wieder normiert vermöge
{\displaystyle \|\varphi \|_{E^{\prime }}:=\sup\{|\varphi (x)|\,|\,x\in E,\,\|x\|\leq 1\},\quad \varphi \in E'.}
Die normabgeschlossene Einheitskugel in {\displaystyle E^{\prime }} ist gerade die Menge {\displaystyle M}. Mit {\displaystyle E} ist auch {\displaystyle E^{\prime }} von unendlicher Vektorraumdimension. Angewandt auf {\displaystyle E^{\prime }} folgt aus dem Lemma von Riesz, dass {\displaystyle M} im Fall {\displaystyle \dim E=\infty } nicht normkompakt ist. Wohl aber ist {\displaystyle M} kompakt in der schwächeren schwach-*-Topologie.
Man beachte an dieser Stelle nochmals, dass zur Konstruktion von {\displaystyle M} die Norm von {\displaystyle E^{\prime }} verwendet wird, die Kompaktheit aber nicht in der Normtopologie, sondern in der schwach-*-Topologie gilt.
Im Zusammenhang mit obigem Vergleich lässt sich auch die Einordnung des Satzes von Banach-Alaoglu in den Bereich der Funktionalanalysis begründen, denn erst bei unendlicher Dimension des zugrundeliegenden normierten Raumes ist die Aussage nichttrivial ({\displaystyle E} und {\displaystyle E^{\prime }} mit obiger Norm sind im Endlichdimensionalen topologisch isomorph, und die schwach-*-Topologie ist gleich der Normtopologie).
Man beachte, dass der Satz von Banach-Alaoglu nicht die Lokalkompaktheit der schwach-*-Topologie impliziert, denn diese ist gröber als die Normtopologie und die abgeschlossene Einheitskugel ist keine Nullumgebung. Jeder lokalkompakte topologische Vektorraum ist nämlich endlichdimensional.

## Anwendung
Kompakte Mengen sind in der (Funktional-)Analysis immer von großer Bedeutung. Da sie in unendlichdimensionalen normierten Räumen (nach dem oben genannten Lemma von Riesz und allgemeiner der Nicht-Lokalkompaktheit) eher rar sind, der Wechsel zur schwächeren schwach-*-Topologie aber in vielen Situationen keine große Einschränkung bedeutet bzw. diese Topologie auf natürlichem Wege ins Spiel kommt, gibt einem dieser Satz eine Fülle „neuer“ kompakter Mengen an die Hand. Als prominentes Beispiel soll hier der Beweis des Satzes von Gelfand-Neumark aus der Theorie der C*-Algebren genannt werden, der einen isometrischen Isomorphismus zwischen einer beliebigen kommutativen C*-Algebra {\displaystyle A} und den stetigen Funktionen {\displaystyle C(\Gamma _{A})} auf einer kompakten Menge {\displaystyle \Gamma _{A}} herstellt. Die Kompaktheit der Menge {\displaystyle \Gamma _{A}} folgt dabei aus einer Anwendung des Satzes von Banach-Alaoglu.
Außerdem ist der Satz von Banach-Alaoglu zentrales Element des Beweises zum Fundamentalsatz der Young-Maße. Er erlaubt es, aus einer Folge atomarer Maße eine schwach-*-konvergente Teilfolge auszuwählen.

## Verallgemeinerungen und andere Formulierungen

### Verallgemeinerung: Satz von Alaoglu-Bourbaki
Der Satz von Banach-Alaoglu kann für allgemeinere topologische Vektorräume formuliert werden.
Sei {\displaystyle X} ein lokalkonvexer Raum. Für eine Nullumgebung {\displaystyle U} in {\displaystyle X} ist
{\displaystyle U^{\circ }:=\{\varphi \in X^{\prime }\,|\,\forall \,x\in U\colon \operatorname {Re} (\varphi (x))\leq 1\}}
(die sog. Polare von {\displaystyle U}) eine schwach-*-kompakte Menge.

### Für Banachräume
Die Einheitskugel {\displaystyle B^{*}:=\{x^{*}\in X^{*}\,|\,\|x^{*}\|\leq 1\}} im Dualraum {\displaystyle X^{*}} eines Banachraumes {\displaystyle X} ist schwach-*-kompakt.

### Für separable Banachräume
Die Einheitskugel {\displaystyle B^{*}:=\{x^{*}\in X^{*}\,|\,\|x^{*}\|\leq 1\}} im Dualraum {\displaystyle X^{*}} eines separablen Banachraumes {\displaystyle X} ist mit der schwach-*-Topologie kompakt und auch schwach-*-metrisierbar, weshalb sie damit auch schwach-*-folgenkompakt ist. Das heißt, jede Folge {\displaystyle (x_{n})_{n\in \mathbb {N} }\subseteq B^{*}} besitzt eine schwach-*-konvergente Teilfolge mit Grenzwert in {\displaystyle B^{*}}.